# Okręg wyborczy nr 98 do Senatu Rzeczypospolitej Polskiej
Okręg wyborczy nr 98 do Senatu Rzeczypospolitej Polskiej obejmuje obszar miasta na prawach powiatu Świnoujścia oraz powiatów goleniowskiego, gryfickiego, gryfińskiego, kamieńskiego, łobeskiego, myśliborskiego, pyrzyckiego i stargardzkiego (województwo zachodniopomorskie). Wybierany jest w nim 1 senator na zasadzie większości względnej.
Utworzony został w 2011 na podstawie Kodeksu wyborczego. Po raz pierwszy zorganizowano w nim wybory 9 października 2011. Wcześniej obszar okręgu nr 98 należał do okręgu nr 40.
Siedzibą okręgowej komisji wyborczej jest Szczecin.

## Reprezentanci okręgu
| Rok  | Rok                  | Senator          | Komitet wyborczy                           |
| ---- | -------------------- | ---------------- | ------------------------------------------ |
|      | 2011                 | Sławomir Preiss  | Platforma Obywatelska RP                   |
| 2015 | Grzegorz Napieralski |                  | Platforma Obywatelska RP                   |
|      | 2019                 | Magdalena Kochan | KKW Koalicja Obywatelska PO .N iPL Zieloni |
| 2023 |                      | Magdalena Kochan | KKW Koalicja Obywatelska PO .N iPL Zieloni |

## Wyniki wyborów
Symbolem „●” oznaczono senatora ubiegającego się o reelekcję.

### Wybory parlamentarne 2011
| Kandydat                                                                                      | Kandydat        | Komitet wyborczy             | Głosów | Głosów | Głosów |
| Kandydat                                                                                      | Kandydat        | Komitet wyborczy             | Liczba | %      | +/–    |
| --------------------------------------------------------------------------------------------- | --------------- | ---------------------------- | ------ | ------ | ------ |
|                                                                                               | Sławomir Preiss | Platforma Obywatelska RP     | 64 833 | 35,14  | –      |
|                                                                                               | Jacek Piechota  | Sojusz Lewicy Demokratycznej | 44 957 | 24,37  | –      |
|                                                                                               | Artur Balazs    | KWW Artura Balazsa           | 41 301 | 22,38  | –      |
|                                                                                               | Jan Olech ●     | KWW Polska Obywatelska       | 33 422 | 18,11  | –      |
| Frekwencja: 41,98% Liczba głosów ważnych: 184 513 (94,10%) Źródło: Państwowa Komisja Wyborcza |                 |                              |        |        |        |

*Jan Olech reprezentował w Senacie VII kadencji (2007–2011) okręg nr 40.

### Wybory parlamentarne 2015
| Kandydat                                                                                      | Kandydat             | Komitet wyborczy                             | Głosów | Głosów | Głosów |
| Kandydat                                                                                      | Kandydat             | Komitet wyborczy                             | Liczba | %      | +/–    |
| --------------------------------------------------------------------------------------------- | -------------------- | -------------------------------------------- | ------ | ------ | ------ |
|                                                                                               | Grzegorz Napieralski | Platforma Obywatelska RP                     | 56 112 | 30,32  | –4,82  |
|                                                                                               | Edward Kosmal        | Prawo i Sprawiedliwość                       | 55 411 | 29,94  | –      |
|                                                                                               | Joanna Agatowska     | KKW Zjednoczona Lewica SLD+TR+PPS+UP+Zieloni | 27 534 | 14,88  | –9,31  |
|                                                                                               | Marek Świderski      | Nowoczesna Ryszarda Petru                    | 23 074 | 12,47  | –      |
|                                                                                               | Sławomir Preiss ●    | KWW Sławomira Preissa                        | 12 762 | 6,89   | –      |
|                                                                                               | Witold Ruciński      | Polskie Stronnictwo Ludowe                   | 10 200 | 5,51   | –      |
| Frekwencja: 41,48% Liczba głosów ważnych: 185 093 (96,49%) Źródło: Państwowa Komisja Wyborcza |                      |                                              |        |        |        |

### Wybory parlamentarne 2019
| Kandydat                                                                                      | Kandydat         | Komitet wyborczy                           | Głosów  | Głosów | Głosów |
| Kandydat                                                                                      | Kandydat         | Komitet wyborczy                           | Liczba  | %      | +/–    |
| --------------------------------------------------------------------------------------------- | ---------------- | ------------------------------------------ | ------- | ------ | ------ |
|                                                                                               | Magdalena Kochan | KKW Koalicja Obywatelska PO .N iPL Zieloni | 135 041 | 58,29  | +15,51 |
|                                                                                               | Edward Kosmal    | Prawo i Sprawiedliwość                     | 96 628  | 41,71  | +11,77 |
| Frekwencja: 53,81% Liczba głosów ważnych: 231 669 (96,22%) Źródło: Państwowa Komisja Wyborcza |                  |                                            |         |        |        |

### Wybory parlamentarne 2023
| Kandydat                                                                                      | Kandydat           | Komitet wyborczy                           | Głosów  | Głosów | Głosów |
| Kandydat                                                                                      | Kandydat           | Komitet wyborczy                           | Liczba  | %      | +/–    |
| --------------------------------------------------------------------------------------------- | ------------------ | ------------------------------------------ | ------- | ------ | ------ |
|                                                                                               | Magdalena Kochan ● | KKW Koalicja Obywatelska PO .N iPL Zieloni | 176 969 | 62,90  | +4,61  |
|                                                                                               | Halina Szymańska   | Prawo i Sprawiedliwość                     | 104 383 | 37,10  | –4,61  |
| Frekwencja: 69,12% Liczba głosów ważnych: 281 352 (95,85%) Źródło: Państwowa Komisja Wyborcza |                    |                                            |         |        |        |